# Hôpital Infante Sofía
L’hôpital Infante Sofía (en espagnol : Hospital Infanta Sofía) est un hôpital public situé à San Sebastián de los Reyes, dans la communauté de Madrid. Il dépend du Service madrilène de santé (SERMAS).
Ouvert le 18 février 2008, il fait partie d'une série de huit hôpitaux régionaux construits sous le régime du partenariat public-privé.